# بگذار باشد (فیلم ۲۰۰۴)
«بگذار باشد» (انگلیسی: Let It Be) فیلمی در ژانر مستند است که در سال ۲۰۰۴ منتشر شد.